# DMG Mori Aktiengesellschaft
DMG Mori Akiengesellschaft (стилізовано як DMG MORI AKTIENGESELLSCHAFT) — один з найбільших німецьких  виробників ріжучих верстатів і виробником токарних і фрезерних верстатів з ЧПК. До вересня 2013 року фірма була відома як Gildemeister AG, а до червня 2015 року як DMG Mori Seiki Aktiengesellshaft. З 2015 року японська компанія DMG Mori Seiki Co. володіє 52,54% контрольним пакетом акцій компанії DMG Mori Aktiengesellschaft. Штаб-квартира материнської компанії, DMG Mori Seiki Co., розташована в Токіо, Японія.
20 вересня 2023 року НАЗК внесло компанію «DMG MORI AG» до переліку спонсорів війни. Причиною стало те, що компанія продовжила роботу на ринку Росії після російського повномасштабного вторгнення в Україну.